# 越後片貝站
越後片貝站（日语：／ Echigo-Katakai eki */?）是位於新潟縣岩船郡關川村大字片貝83番，東日本旅客鐵道（JR東日本）的米坂線車站。

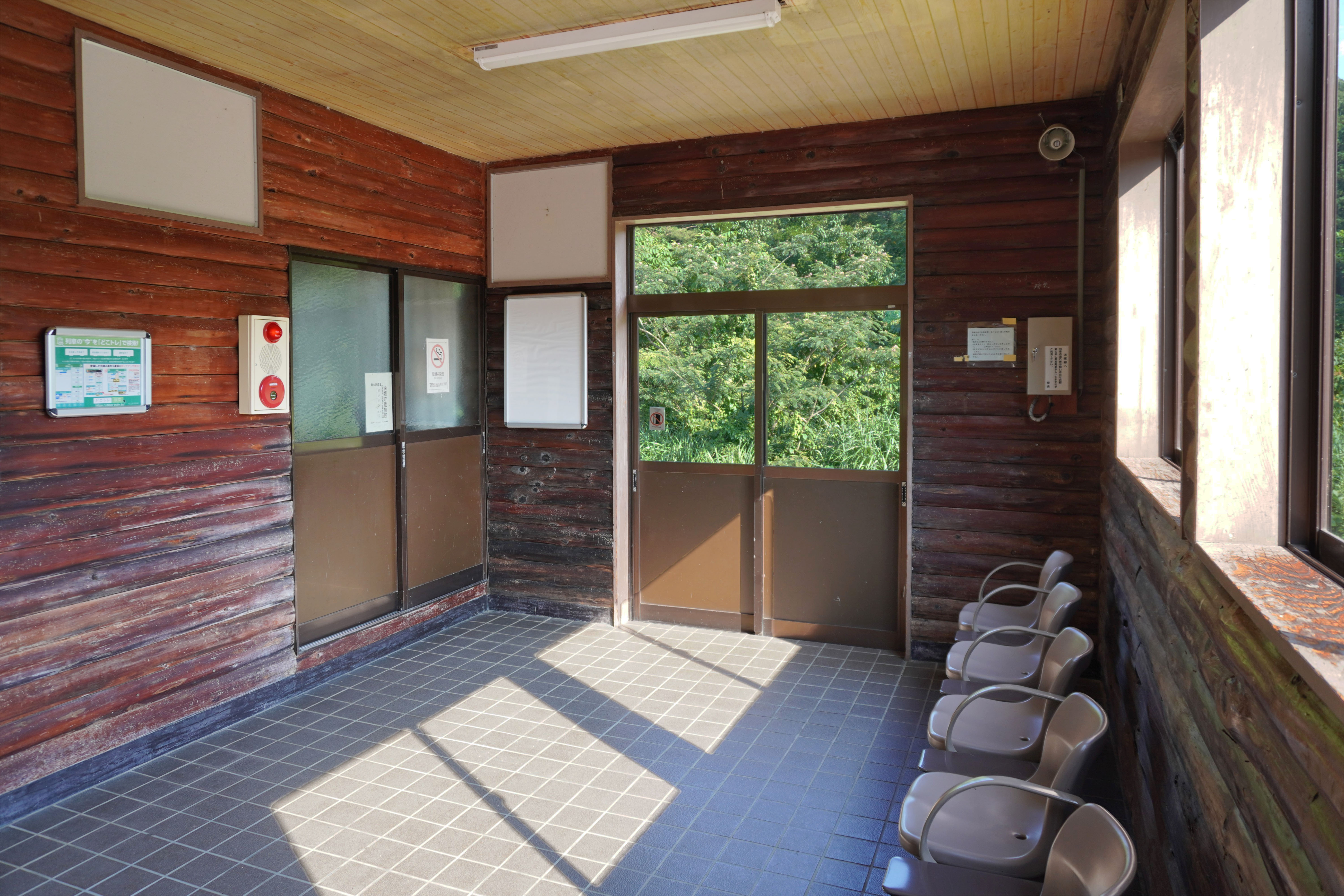
候車室（2023年7月）

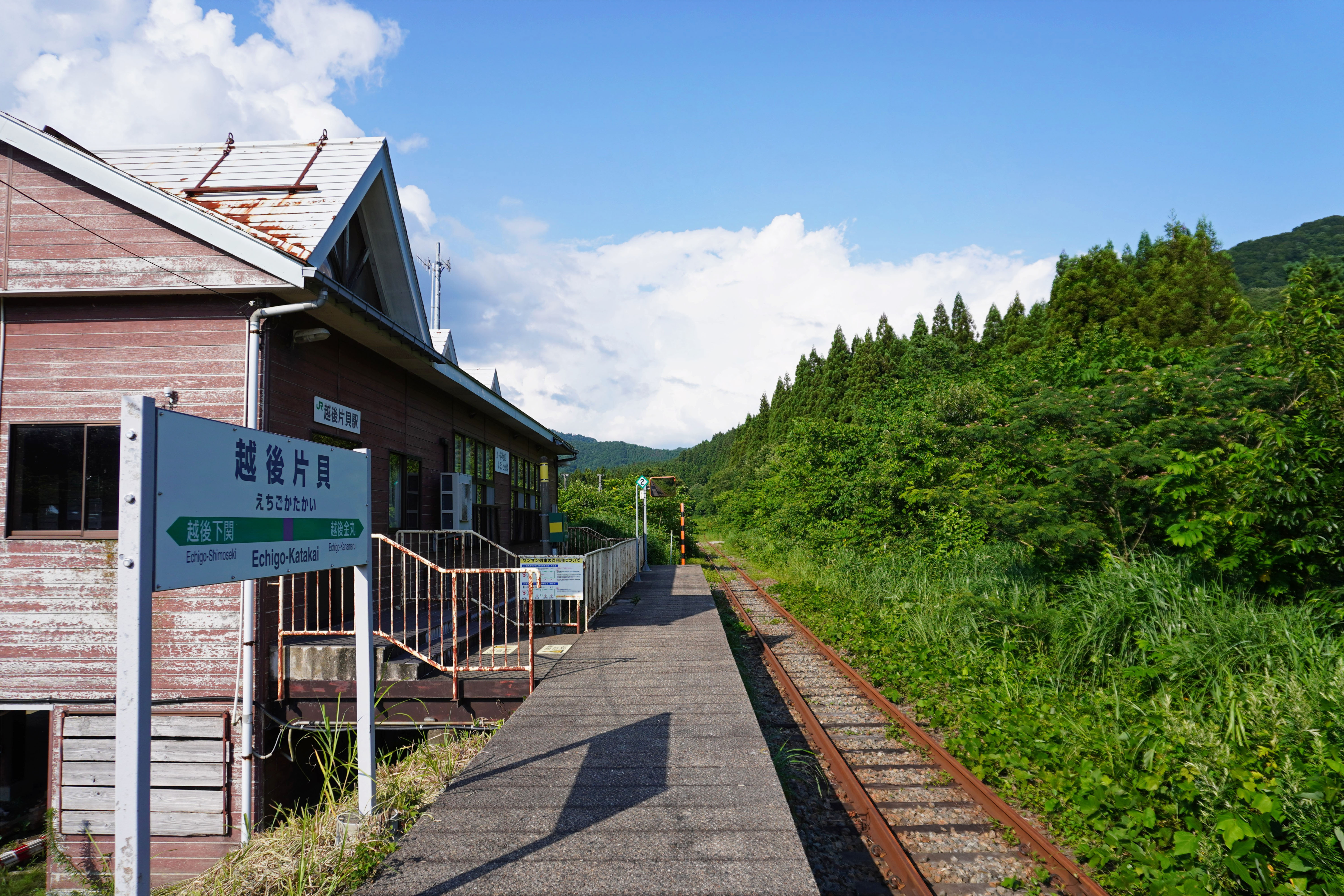
月台（2023年7月）

## 歷史
- 1933年11月30日：米坂西線（後來為米坂線）越後下關至越後金丸之間開業，此站啟用[1]。
- 1967年8月28日：由於發生羽越暴雨（日语：羽越豪雨），使車站附近的荒川（日语：荒川 (羽越)）氾濫。車站內發生水浸，3卡客車被困[2]。
- 1973年12月1日：成為無人車站。
- 1987年4月1日：隨國鐵分割民營化，車站由東日本旅客鐵道（JR東日本）營運。
- 1991年2月16日：站房翻新[3]。

## 車站構造
車站是一座地面車站，設有1面1線的單式月台。車站大樓內同時為九谷地區故鄉會館（公民館）。大樓內設有候車室和廁所。
此站是由小國站管理的無人車站。

## 車站周邊
- 片貝親睦自然之家
- 若菜高原滑雪場（日语：わかぶな高原スキー場）
- 國道113號（日语：国道113号）
- 荒川（日语：荒川 (羽越)）
- 東北電力鷹之巢壩（日语：鷹の巣ダム）、鷹之巢發電站
- 荒川水力電氣（日语：荒川水力電気）岩船壩（日语：岩船ダム）、岩船發電站

## 相鄰車站
東日本旅客鐵道（JR東日本）
■米坂線
□快速「紅花」、■普通
越後金丸－越後片貝－越後下關

## 注腳
1. ↑  日本《官報》第2071號「鐵道省告示第546號」，1933年11月25日：第642頁。
2. ↑  「国鉄もダイヤ乱れる」『朝日新聞』昭和42年（1967年）8月29日夕刊、3版、1面
3. 1 2  . 交通新聞 (交通新聞社). 1992-09-04: 2.

## 外部連結
- 車站資訊（越後片貝）：東日本旅客鐵道（日語）